# Radiologie și imagistică medicală

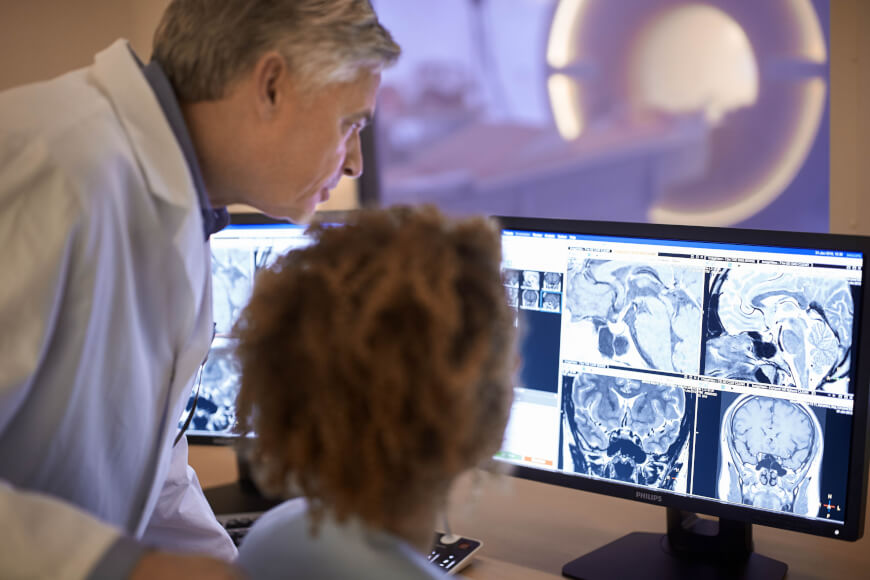
Un radiolog care interpretează imagistica prin rezonanță magnetică.

Radiologia este specialitatea medicală care folosește imagistica medicală pentru a diagnostica și trata bolile din corpul uman și al animalelor. 
O varietate de tehnici imagistice, cum ar fi radiografia, ecografia, tomografia computerizată (CT), medicina nucleara inclusiv tomografia cu emisie de pozitroni (PET) si imagistica prin rezonanță magnetică (MRI) sunt folosite pentru a diagnostica sau trata boli. Radiologia intervențională este performanța procedurilor medicale de obicei minim invazive, cu îndrumarea tehnologiilor imagistice, cum ar fi cele menționate mai sus. 
Practica modernă a radiologiei implică mai multe profesii diferite de asistență medicală care lucrează în echipă. Radiologul este un medic care a finalizat pregătirea post-universitară adecvată și interpretează imagini medicale, comunică aceste descoperiri altor medici prin intermediul unui raport sau verbal și folosește imagistica pentru a efectua proceduri medicale minim invazive  . Asistenta medicală este implicată în îngrijirea pacienților înainte și după imagini sau proceduri, inclusiv administrarea de medicamente, monitorizarea semnelor vitale și monitorizarea pacienților sedați.  Radiograful, cunoscut și ca „tehnician radiologic” în unele țări, precum Statele Unite, este un profesionistul specializat în domeniul sănătății, care folosește tehnologii sofisticate și tehnici de poziționare pentru a produce imagini medicale pentru interpretarea radiologului. În funcție de pregătirea individului și de țara de practică, radiograful se poate specializa într-una dintre modalitățile de imagistică menționate mai sus sau are roluri extinse în raportarea imaginilor. 

## Modalități imagistice de diagnosticare

### Radiografie proiecțională (simplă)

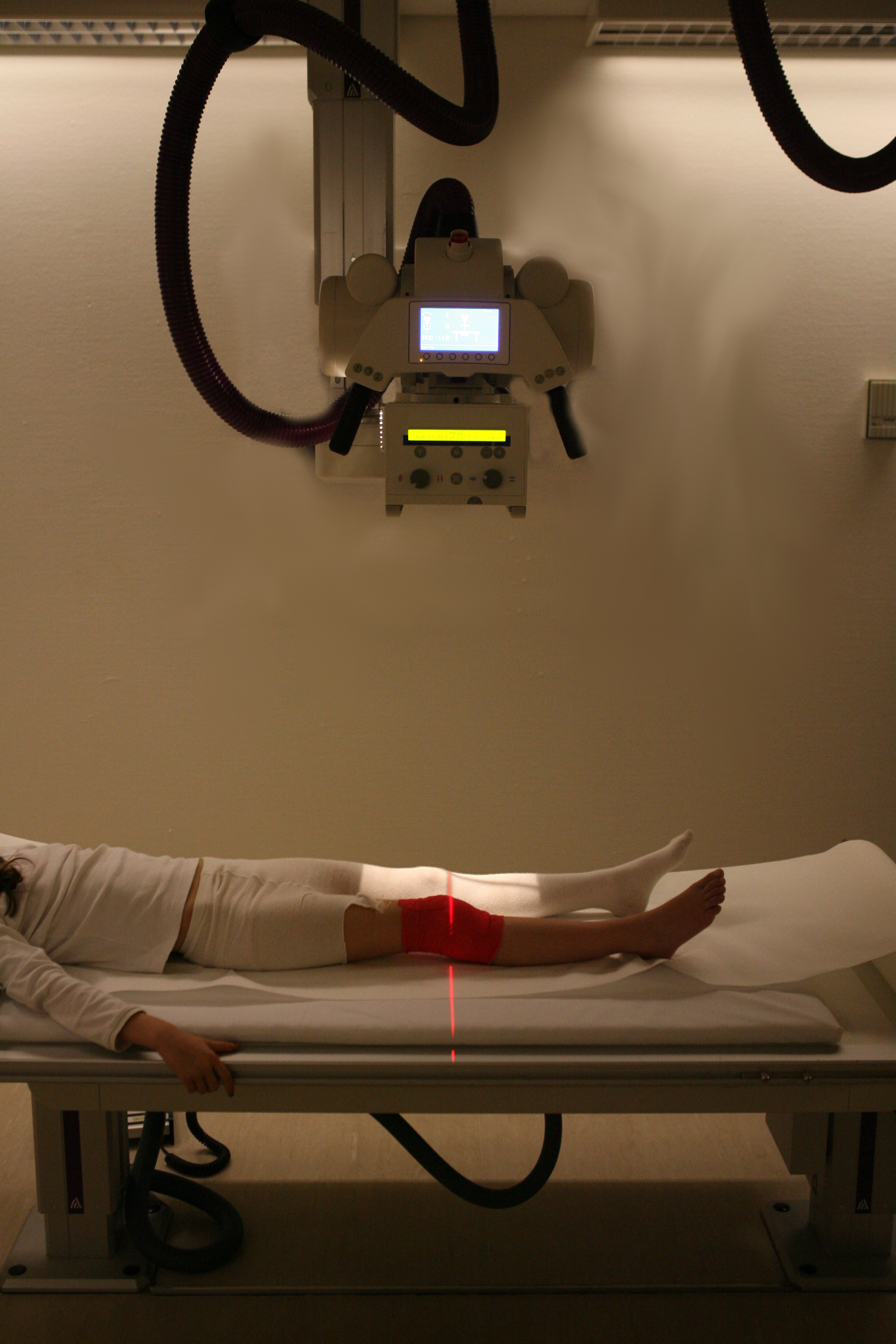
Radiografia genunchiului folosind un aparat DR.

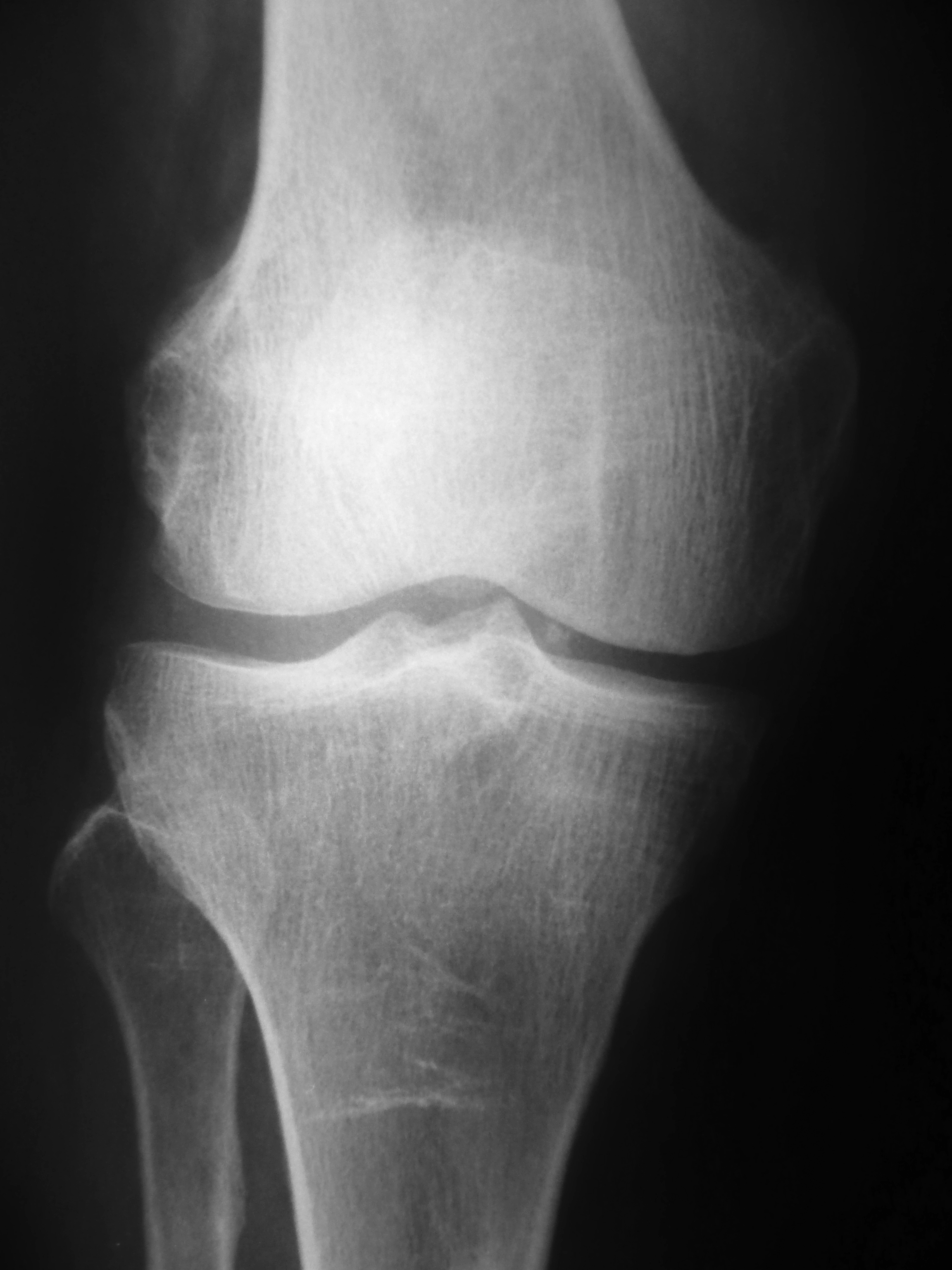
Radiografie proiecțională a genunchiului.

Radiografiile (denumite inițial roentgenografii, numite după descoperitorul de raze X, Wilhelm Conrad Röntgen ) sunt produse prin transmiterea razelor X printr-un pacient. Razele X sunt proiectate prin corp pe un detector; se formează o imagine pe baza căreia razele trec (și sunt detectate) față de cele care sunt absorbite sau împrăștiate la pacient (și astfel nu sunt detectate). Röntgen a descoperit razele X la 8 noiembrie 1895 și a primit primul premiu Nobel de fizică pentru descoperirea lor în 1901. 
În radiografia pe ecran de film, un tub cu raze X generează un fascicul de raze X, care este orientat către pacient. Razele X care trec prin pacient sunt filtrate printr-un dispozitiv numit grilă sau filtru de raze X, pentru a reduce împrăștierea și lovește un film nedevelopat, care este ținut strâns într-un ecran cu atomi de fosfor care emit lumină într-o casetă. Filmul este apoi developat chimic și o imagine apare pe film. Radiografia pe ecran este înlocuită cu radiografia pe placă de fosfor, dar mai recent cu radiografia digitală (RD) și imagistica EOS .  În cele mai recente două sisteme, senzorii de izolare a razelor X care transformă semnalele generate în informații digitale, care sunt transmise și transformate într-o imagine afișată pe ecranul computerului. În radiografia digitală, senzorii formează o placă, dar în sistemul EOS, care este un sistem de scanare prin sloturi, un senzor liniar scanează vertical pacientul. 

## Formare profesională

### Statele Unite
Radiologia este un domeniu din medicină care s-a extins rapid după anii 2000 datorită progreselor tehnologiei computerizate, care este strâns legată de tehnicile de imagistică moderne. Aplicarea pentru rezidențiat în radiologie este relativ competitivă. Solicitanții sunt adesea în apropiere de școlile medicale, cu note mari de examinare USMLE (board).  Radiologii diagnosticieni trebuie să finalizeze educația preunitară prealabilă, patru ani de școală medicală pentru a obține o diplomă medicală ( DO sau MD ), un an de stagiu și patru ani de pregătire pentru rezidențiat.  După rezidențiat, radiologii pot urmări un sau doi ani de pregătire suplimentară de bursă de specialitate. 
American Board of Radiology (ABR) administrează certificarea profesională în radiologie diagnostică, oncologie radiologică și fizică medicală, precum și certificare de subspecialitate în neuroradiologie, radiologie nucleară, radiologie pediatrică și radiologie vasculară și intervențională. „Certificarea de bord” în radiologia de diagnostic necesită finalizarea cu succes a două examene. Examenul de bază se administrează după 36 de luni de rezidență. Această examinare bazată pe computer este dată de două ori pe an la Chicago și Tucson. Înglobează 18 categorii. O trecere din toți 18 este o trecere. Un eșec pe categorii 1 până la 5 este un examen condiționat, iar rezidentul va trebui să reia și să treacă categoriile eșuate. Un eșec la peste 5 categorii este un examen eșuat. Examenul de certificare poate fi luat la 15 luni de la finalizarea rezidenței în radiologie. Această examinare bazată pe computer constă din 5 module și pas-eșec gradat. Se administrează de două ori pe an la Chicago și Tucson. Examinările de confirmare sunt luate la fiecare 10 ani, cu educație medicală continuă necesară, așa cum este descris în documentul de menținere a certificării. 
Certificarea poate fi, de asemenea, obținută de la Consiliul American de Radiologie Osteopatică (AOBR) și Consiliul American de Specialități Medic. 
După finalizarea pregătirii de rezidențiat, radiologii pot fie să înceapă să profeseze ca radiolog general de diagnosticare, fie să intre în programe de pregătire de subspecialitate cunoscute sub numele de burse. Exemple de pregătire a subspecialității în radiologie includ imagistică abdominală, imagistică toracică, secțiune transversală / ecografie, RMN, imagistică musculo-scheletică, radiologie intervențională, neuroradiologie, neuroradiologie intervențională, radiologie pediatrică, medicină nucleară, radiologie de urgență, imagistică mamară și imagistică pentru femei. Programele de instruire în radiologie sunt de obicei unul sau doi ani. 
Unele școli de medicină din SUA au început să încorporeze o introducere de bază în radiologie în pregătirea lor de bază. New York Medical College, Wayne State University School of Medicine, Weill Cornell Medicine, Uniformed Services University și Universitatea din South Carolina School of Medicine oferă o introducere în radiologie în timpul programelor lor de MD.    Școala Universității de Medicină Osteopatică Campbell integrează, de asemenea, materialul imagistic în curriculumul lor din primul an. 
Examenele radiografice sunt de obicei efectuate de radiologi. Calificările pentru radiologi variază în funcție de țară, dar mulți radiografi sunt obligați să dețină o diplomă. 
Radiologii veterinari sunt medicii veterinari care se specializează în utilizarea radiografiei, ecografiei, RMN-ului și medicinii nucleare pentru imagistica diagnostică sau tratamentul bolii la animale. Sunt certificate fie în radiologie de diagnosticare, fie în oncologie radiologică de către Colegiul American de Radiologie Veterinară. 

### Regatul Unit
Radiologia este o specialitate extrem de competitivă în Marea Britanie, atrăgând solicitanții dintr-o gamă largă de medii. Solicitanții sunt primiți direct din programul de fundație, precum și cei care au terminat pregătirea superioară. Recrutarea și selecția în post de pregătire în posturile de radiologie clinică din Anglia, Scoția și Țara Galilor se face printr-un proces anual coordonat la nivel național, care durează din noiembrie până în martie. În acest proces, toți solicitanții sunt obligați să treacă un test de Evaluare a Recrutării de Specialitate (SRA).  Cei care au un punctaj de test peste un anumit prag li se oferă un singur interviu la Londra și la Biroul de Recrutare din Sud-Est.  Într-o etapă ulterioară, solicitanții declară ce programe preferă, dar pot fi, în unele cazuri, plasate într-o regiune vecină.  
Programul de pregătire durează în total cinci ani. În acest timp, medicii se rotesc în diferite subspecialități, cum ar fi pediatrie, musculo-scheletice sau neuroradiologie și imagistică mamară. Pe parcursul primului an de pregătire, cursanții în radiologie trebuie să treacă de prima parte a examenului de bursă al Royal College of Radiologists (FRCR). Aceasta cuprinde un examen medical de fizică și anatomie. După finalizarea examenului din prima parte, li se cere să treacă șase examene scrise (partea 2A), care acoperă toate subspecialitățile. Finalizarea cu succes a acestora le permite să completeze FRCR completând partea 2B, care include raportarea rapidă și o discuție lungă de caz. 
După obținerea unui certificat de finalizare a instruirii (CCT), există numeroase posturi de bursă în specialități precum neurointervenția și intervenția vasculară, ceea ce ar permite medicului să lucreze ca radiolog intervențional. În unele cazuri, data CCT poate fi amânată cu un an pentru a include aceste programe de bursă. 
Registratorii de radiologie din Marea Britanie sunt reprezentați de Societatea Radiologilor în Instruire (SRT), care a fost fondată în 1993 sub auspiciile Colegiului Regal al Radiologilor.  Societatea este o organizație non-profit, condusă de registratori de radiologie pentru a promova instruirea și educația în radiologie în Marea Britanie. Sunt organizate întâlniri anuale la care sunt încurajați cursanții din toată țara să participe. 
În prezent, deficitul de radiologi în Marea Britanie a creat oportunități în toate specialitățile, iar odată cu dependența crescută de imagistică, cererea va crește în viitor. Radiografii, și mai rar asistenții medicali, sunt adesea instruiți să întreprindă multe dintre aceste oportunități pentru a ajuta la satisfacerea cererii. Radiografii pot controla adesea o „listă” a unui anumit set de proceduri după ce au fost aprobate local și semnate de un consultant radiolog. În mod similar, radiografii pot opera pur și simplu o listă pentru un radiolog sau un alt medic în numele lor. Cel mai adesea dacă un radiograf operează o listă în mod autonom, atunci acționează ca operator și practicant în conformitate cu Regulamentul privind radiațiile ionizante (expuneri medicale) din 2000. Radiografii sunt reprezentați de o varietate de corpuri, cel mai adesea acesta este Societatea și Colegiul Radiografilor . Colaborarea cu asistenții medicali este, de asemenea, comună, unde o listă poate fi organizată în comun între asistent și radiograf. 

### Germania
După obținerea licenței medicale, radiologii germani completează o rezidență de cinci ani, culminând cu un examen de bord (cunoscut sub numele de Facharztprüfung ). 

### Italia
Programul de pregătire pentru radiologie în Italia a crescut de la patru la cinci ani în 2008. Este necesară o pregătire suplimentară pentru specializarea radioterapie sau medicină nucleară. 

### Olanda
Radiologii olandezi finalizează un programul de rezidențiat de cinci ani după finalizarea programului de 6 ani MD. 

### India
Cursul de pregătire în radiologie este un program post-absolvire de 3 ani (radiologie MD / DNB) sau o diplomă de 2 ani (DMRD). 

### Singapore
Radiologii din Singapore finalizează o diplomă de cinci ani la medicină, urmată de un stagiu de un an (medical) și apoi un program de rezidențiat de cinci ani. Unii radiologi pot alege să completeze o bursă de un sau doi ani pentru o subspecializare în domenii precum radiologia intervențională . 